# نيون جينيسيس إيفانجيليون (سلسلة)

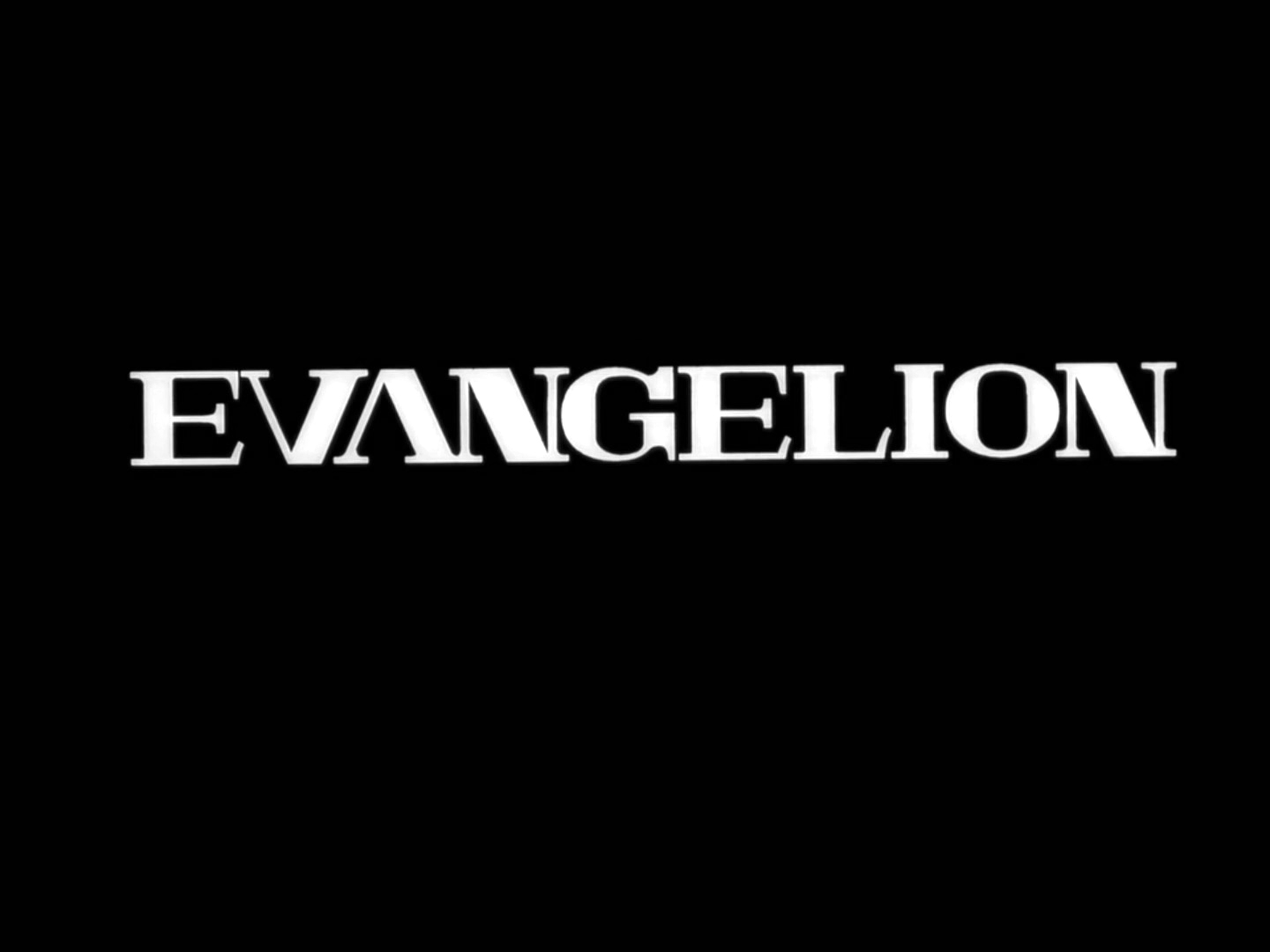
شعار إيفانجيليون.

نيون جينيسيس إيفانجيليون (新世紀エヴァンゲリオン Shin Seiki Evangerion)، هي سلسلة وسائل يابانية متميزة من ابتكار وامتلاك غايناكس. معظم الوسائل تستعرض قصة ميكا أبوكاليبس، تدور حول قتال المنظمة شبه العسكرية نيرف في مواجهة الكائنات المعادية المسماة ملائكة، باستخدام بشر صناعيين عمالقة تسمى إيفانجيليون يقودها مراهقون مختارون (من بينهم شينجي إيكاري البطل الرئيسي). انقسم أعمال أخرى عن هذا الموضوع في درجات مختلفة، في تركيز أكثر على العلاقة الرومانسية بين الشخصيات، وقصص جانبية لم تظهر في المسلسل الأصلي، و/أو إعادة تخيل للصراعات من الأعمال الأصلية. بدأت السلسلة عام 1995 مع الأنمي بنفس الاسم من إخراج هيدياكي أنّو، وجنت السلسلة من ذلك أكثر من 150 بليون ين.

## التطور
ظهرت نيون جينيسيس إيفانجيليون من صفقة بين ممثل كنغ ريكوردز توشيمتشي أوتسكي والمخرج هيدياكي أنّو، الذي اقترح إنشاء تتمة لـقوات الفضاء الملكية: أجنحة هونياميس الذي فشل عرضه، والبحث عن مشروع أنمي تلفزيوني («شيء ما، أي شيء»).
بالرغم من بقاء سير الخطة الأصلية لإيفانجيليون مستقراً نسبياً خلال التطوير، لكن تحقق بعد ذلك أن الإنتاج مضطرب: تأليف ساداموتو للمانغا المروجة سبب المشاكل، حيث أحس العديد من الناشرين «أنه كان قديماً للغاية حتى يكون قابلاً للتمويل»؛ تصميم الميكا المبسطة الذي جعل إيفانجيليون لاحقاً تتلقى المديح من أجله كان في البداية مهملاً من قبل بعض الداعمين الممكنين لأنمي ميكا (شركات الألعاب) كونه صعب التصنيع للغاية (ربما عن عمد)، وأن نماذج الإيفانجيليون «لن تباع.» في النهاية، وافقت سيجا على ترخيص كل مبيعات الألعاب وألعاب الفيديو.
حدث تغير مفاجئ في الأسلوب في المسلسل في الحلقة 16، جزئياً بسبب قيود الجدولة (مقللاً بشكل جذري عدد الصور التي يمكن رسمها للحلقة الواحدة) وعملية الغازات السامة في مترو طوكيو في 20 مارس 1995 (مع إزالة أنّو لعناصر من القصة ظن أنها ستكون مشابهة للعملية الواقعية). في حين وعد أنّو بأن «كل حلقة سوف تعطي... شيئاً للمعجبين يتحمسون لأجله»، بدأ إما بإزالة خدمة المعجبين أو جعلها مجاورة لمشاهد الصدمة المشاعرية. أدى الجدول المضطرب وسمعة غايناكس في إيصال طبعات الحلقات في الدقيقة الأخيرة إلى اقتراب تجريبي أكثر، مع استعمال حلقات متعددة لمشاهد سابقة، مع استعمال مشاهد طويلة جامدة غير مألوفة، ووميض صور عادة ما تكون من نص (ياباني) استقرائي بياني وتغير الحلقتين الأخيرتين من فكرتهما الأصلية إلى تحليل سيكولوجي للشخصيات الرئيسية.
الحلقة ال26 الناتجة من الأنمي، المحركة من قبل إنتاج تاتسنوكو وغايناكس، وباشتراك في الإنتاج مع تلفزيون طوكيو ونيهون أي دي سيستمز، تم بثها من 4 أكتوبر 1995 إلى 27 مارس 1996 على تلفزيون طوكيو. كانت ناجحة نقدياً وتجارياً وهتف لها لأفكارها وصورها المبتكرة، ونقلها المنعش لنوع الميكا والأنمي ككل (بالرغم من عدم خلوها من الجدال، كاستقبال للربع الأخير من المسلسل التلفزيوني كونه معادياً بعض الشيء لدرجة التهديدات بالموت). تم بثها في وقت لاحق حول اليابان على قناة التلفزيون الفضائي، أنيماكس. فاز المسلسل بجائزة الأنمي الكبرى من أنيميج في 1995 و1996.
نجاح المسلسل الغير متوقع لم ينتج فقط أعمالاً ومقلدين متفرعين، بل أنتجت سلسلة كاملة مقتبسة من عدد من المميزات الخاصة: مجموعة أسهم من شخصيات مميزة مثل شينجي إيكاري، وأسكا لانغلي سوريو، وريه أيانامي، وتوجي سوزوهارا، وآخرين مثل ميساتو كاتسراغي (للقائمة الكاملة انظر هنا)؛ عدد من المواضيع الفلسفية، السيكولوجية والدينية؛ ومعجم للمفردات الغريبة لرموز وتلميحات مرسومة باقتباس كبير من الرموز المسيحية والقبالة، والمعتقدات البوذية، والثقافة الفرعية اليابانية للأوتاكو.

## الأفلام

### الموت والبعث
أطلقت غايناكس مشروع إنتاج فيلم لنهاية المسلسل في 1997. أصدرت الشركة في البداية الموت والبعث في 15 مارس، حيث تكون من خلاصة مقتبسة مكثفة بشكل كبير من الشخصيات وإعادة تعديل للحلقات 1-24 (الموت)، والنصف الأول من النهاية الجديدة (البعث، الذي خطط له في الأصل ليكون النهاية الكاملة، لكنه لم يكمل بسبب قيود المال والوقت.)

### نهاية إيفانجيليون
أُكمل مشروع إكمال الحلقات الأخيرة (إعادة سرد قصة الحلقتين الأخيرتين 25 و26) في وقت لاحق في 1997 وأصدر في 19 يوليو بعنوان نهاية إيفانجيليون.

### إحياء إيفانجيليون
أصدرت مجموعة الأفلام من نسخة معدلة من الموت (معروفة باسم الموت (الحقيقة)²) ونهاية إيفانجيليون، إحياء إيفانجيليون، في 8 مارس 1998.

### سلسلةإعادة بناء إيفانجيليون
في 9 سبتمبر 2006، أكدت غايناكس إصدار سلسلة أفلام رسوم متحركة جديدة باسم إعادة بناء إيفانجيليون، تتكون من أربعة أفلام تقدم إعادة رواية لمسلسل الأنمي (مشتملة على مشاهد وقصص وشخصيات جديدة) ونهاية جديدة بالكامل للقصة. أول الأفلام الجديدة، إيفانجيليون: 1.0 أنت (غير) وحيد، أصدر في اليابان في 1 سبتمبر 2007، والثاني، إيفانجيليون: 2.0 أنت (لا) تستطيع التقدم، في 27 يونيو 2009. الفيلم الثالث، إيفانجيليون: 3.0 أنت (لا) تستطيع الإعادة، عُرض للمرة الأولى في 17 نوفمبر 2012، وأما الأخير فكان من المحدد أن يصدر في 2013، لكنه تأخر لموعد لاحق.

## الوسائل
انتشرت سلسلة إيفانجيليون من الأنمي إلى عدد من الوسائل المختلفة، مع بعضها متابعة للقصة الأصلية (من مسلسل الأنمي ذي ال26 حلقة والفيلمين المرتبطين به وأفلام إعادة البناء الحديثة) وأخرى مختلفة عن نقاط الخطة المهمة ظهرت لأول مرة أصلاً في الأنمي.

### المانغا
أُصدرت أعداد من المانغا المقتبسة من الأنمي، ولا سيما في الغالب السلسلة الرسمية لمصمم شخصيات المسلسل يوشيوكي ساداموتو، التي بدأت السلسلة في فبراير 1995 (قبل ثمانية أشهر من العرض الأول، من أجل جلب المعجبين). تم إصدار ثلاث سلاسل مانغا أخرى، مقتبسة من ألعاب فيديو غير رسمية: نيون جينيسيس إيفانجيليون: صديقة الفولاذ 2 من رسم فومينو هاياشي، ومشروع تدريب شينجي إيكاري لأوسامو تاكاهاشي، وغاكوين داتينروكو لمنمن.
إيفانجيليون مشهورة أيضاً بين الدوجنشي، ملهمة عناوين ملحوظة مثل «إيفانجيليون ري-تيك» (تتمة غير رسمية لنهاية إيفانجيليون) وحتى أعمالاً من قبل رسامي مانغا مشهورين، مثل «ولادة إيفانجيليون»، ليون كوغا.

### الكتب
- مجموعة نيوتايب 100%: مجموعة تغطية نيوتايب اليابان لإيفانجيليون، وخاصة الأعمال الفنية.[17]
- الكتيبات المسرحية لالموت والبعث ونهاية إيفانجيليون: وزعت كتيبات إضافية ذات إصدار محدود في دور السينما اليابانية خلال العرض الأول لكل من إيفانجيليون: الموت والبعث ونهاية إيفانجيليون. الكتيب الأخير، الملقب بكتاب الصليب الأحمر من قبل المعجبين العالميين، يحتوي على أوصاف ومعاني لمناطق ورموز عديدة في قصة إيفانجيليون التي تركها المسلسل غير واضحة.
- دير موند وداي ستيرن: كتابان فنيان بعنوانين ألمانين من عمل يوشيوكي ساداموتو، ويشتمل ذلك على الرسوم الفنية، تصاميم وأداء الشخصيات، وتعليق عن مسلسل إيفانجيليون. كلا الكتابين يمتميزان بأعمال مختارة ليوشيوكي ساداموتو من أعمال سابقة ولاحقة (مثل ناديا وفاتال فيوري 2).[18]
- 2015/العام الأخير لريوجي كاجي: إصدار محدود، ومنشور في اليابان فقط من قبل نيوتايب في 1997. الكتاب مجموعة من كتاب صور/نص عن الشخصية ريوجي كاجي خلال 16 مهمة «وثيقة» تركت من قبله. الرسائل والملاحظات والقصائد المضمنة كتبت من قبل هيروشي ياماغتشي (كاتب سيناريو في المسلسل التلفزيوني) والصور (بما فيها الصور المعدلة رقمياً للإيفانجيليون، والملائكة، وأشياء أخرى متعلقة بالمسلسل) من قبل إيتشيرو كاميه.
- أساس إيفانجيليون هي مجموعة من الكتب الفنية تحتوي رسومات للإنتاج. الثلاثة الأولى تغطي الأنمي، مع تغطية المجلد 1 للحلقات 1-8، المجلد 2 يغطي 9-19، والمجلد 3 يغطي 20-26. أساس إيفانجيليون الفيلم 1 يغطي الفيلم الأول. أساس إيفانجيليون: 1.0 أنت (غير) وحيد يغطي فيلم إعادة البناء الأول. مجلدان يغطيان أساس إيفانجيليون أنت (لا) تستطيع التقدم 2.0، فيلم إعادة البناء الثاني.

### راديو الدراما
أصدرت باروديا راديو دراما، نيون جينيسيس إيفانجيليون - بعد النهاية في 1996 كجزء من ألبوم نيون جينيسيس إيفانجيليون إضافات. تظهر القصة لم شمل طاقم التمثيل الأصلي للتمثيل في مسلسل إيفانجيليون جديد، أثناء محاولة تغيير مواضيع مختلفة من المسلسل لجعلها أكثر شهرة/منفتحة مما هي عليه بالفعل.

### الموسيقى

#### ألبومات CD
| الألبوم                                                            | الإصدار        |
| ------------------------------------------------------------------ | -------------- |
| نيون جينيسيس إيفانجيليون                                           | 22 أكتوبر 1995 |
| نيون جينيسيس إيفانجيليون II                                        | 16 فبراير 1996 |
| نيون جينيسيس إيفانجيليون III                                       | 22 مايو 1996   |
| نيون جينيسيس إيفانجيليون إضافات (إصدار محدود)                      | 21 ديسمبر 1996 |
| إيفانجيليون: الموت                                                 | 11 يونيو 1997  |
| سيمفونية إيفانجيليون エヴァンゲリオン交響楽 (Evangerion Kōkyōgaku) | 6 يوليو 1997   |
| نهاية إيفانجيليون                                                  | 26 سبتمبر 1997 |
| エヴァンゲリオン·クラシック-1 (إيفانجيليون كلاسيك)                 | 22 أكتوبر 1997 |
| ريفراين~ الأغاني الملهمة من إيفانجيليون"                           | 6 نوفمبر 1997  |
| إيفانجيليون-فوكس                                                   | 3 ديسمبر 1997  |
| نيون جينيسيس إيفانجيليون: أعمال S²                                 | 4 ديسمبر 1998  |
| إيفانجيليون-يوم الاصطدام الثاني-                                   | 13 ديسمبر 2000 |
| إيفانجيليون: يوم ولادة ريه أيانامي                                 | 30 مارس 2001   |
| امتناع إيفانجيليون                                                 | 24 يوليو 2003  |
| عقد نيون جينيسيس إيفانجيليون                                       | 26 أكتوبر 2005 |
| موسيقى من "إيفانجيليون: 1.0 أنت (غير) وحيد"                        | 26 سبتمبر 2007 |
| إيفانجيليون: 1.0 أنت (غير) وحيد الموسيقى الأصلية                   | 21 مايو 2008   |
| إيفانجيليون: 2.0 أنت (لا) تستطيع التقدم الموسيقى الأصلية           | 8 يوليو 2009   |

الألبومات نيون جينيسيس إيفانجيليون، نيون جينيسيس إيفانجيليون II، نيون جينيسيس إيفانجيليون III، إيفانجيليون: الموت، ونهاية إيفانجيليون أصدرت كلها على دي في دي أوديو في 22 ديسمبر 2004.

#### CD منفصلة
| الأغنية                                                                | الإصدار        |
| ---------------------------------------------------------------------- | -------------- |
| زانكوكو-نا تينشي نو تِزه (残酷な天使のテーゼ Zankoku na Tenshi no Tēze) | 25 أكتوبر 1995 |
| طر بي نحو القمر                                                        | 25 أكتوبر 1995 |
| امتناع الروح (魂のルフラン Tamashii no Rufuran)                        | 21 فبراير 1997 |
| ثانتوس-إذا لم أقدر أن أكون لك-                                         | 1 أغسطس 1997   |
| 残酷な天使のテーゼ/طر بي نحو القمر                                     | 26 مارس 2003   |
| 魂のルフラン/ثانتوس-إذا لم أقدر أن أكون لك-                            | 24 مايو 2006   |

### ألعاب الفيديو
أنتجت إيفانجيليون عدداً من ألعاب الحاسوب، وكذلك ظهرت في ألعاب متعددة أخرى مثل سلسلة سوبر روبوت وورز من بانبريستو. لا توجد أية لعبة من هذه الألعاب بإصدار إنجليزي رسمي.

#### تقمّص الأدوار/مغامرة
| |                                          |                                |  |  |
| نيون جينيسيس إيفانجيليون: الانبهار الأول | 1996                                     | سيجا ساترن                     |  |  |
| ملاحظات: أول لعبة فيديو لإيفانجيليون، أصدرت لسيجا ساترن في 1996, بعد نهاية المسلسل بفترة قصيرة. تبدأ القصة بعد الحلقة أسكا تهاجم!، حيث أُصيب شينجي بشكل خطير ويعاني من فقدان الذاكرة نتيجة قتال مع ملاك وحاجته إلى إعادة التدريب (بتبادله مع أسكا في الوحدة-02) وعليه أن يهزم الملاك لاستعادة ذكرياته. تظهر اللعبة عناصر لعبة تقمص الأدوار ومقاطع FMV للمعركة; معظم الرسوم أصلية من أجل الانبهار الأول (مع أصوات ممثلي إيفانجيليون الأصلية وبعض المحتويات الأخرى التي تم إعادة تدوريها من المسلسل). |                                          |                                |  |  |
| نيون جينيسيس إيفانجيليون: الانبهار الثاني | 1997                                     | سيجا ساترن                     |  |  |
| ملاحظات: لعبة سيجا ساترن تركز بشكل رئيسي على شينجي ومايومي ياماغيشي، بلعب بأسلوب لعبة تقمّص الأدوار والمعركة في صورة حلقة. |                                          |                                |  |  |
| صديقة الفولاذ/عذراء الحديد | 1998                                     | سيجا ساترن، بلاي ستيشن 1، ح.ش. |  |  |
| ملاحظات: لعبة من إصدار غايناكس كـ'حلقة' إضافية من المسلسل، في افتراض لتطور أبعد لسلسلة من آليي جت ألون المؤنسنة. تركز بشكل رئيسي على شينجي ومانا كيريشيما. |                                          |                                |  |  |
| نيون جينيسيس إيفانجيليون | 1999                                     | نينتندو 64                     |  |  |
| ملاحظات: لعبة لـنينتندو 64 من إصدار بانداي في 1999, تقوم بتغطية المعارك المهمة خلال المسلسل والأفلام كلعبة معارك وتقمّص الأدوار. تقوم اللعبة باستخدام مقاطع صوت وصور متعددة معاد تدويرها من المسلسل. |                                          |                                |  |  |
| نيون جينيسيس إيفانجيليون 2 | 2003                                     | بلاي ستيشن 2، بي إس بي         |  |  |
| ملاحظات: لعبة بلاي ستيشن 2 من إصدار بانداي/ألفا سيستم تقوم بتغطية العرض الكامل للمسلسل والأفلام، بقصة وأسلوب تفاعل وقتال ألعاب تقمص الأدوار. عناصر مثل ملحقات النوع-F ونسخة جديدة من مشروع جت ألون أضيفت إلى هذه اللعبة. |                                          |                                |  |  |
| مشروع تدريب شينجي إيكاري (碇シンジ育成計画 Shin Seiki Evangerion: Ikari Shinji Ikusei Keikaku) | 2004                                     | ح.ش.                           |  |  |
| ملاحظات: |                                          |                                |  |  |
| صديقة الفولاذ 2/عذراء الحديد الثانية | 2005                                     | بلاي ستيشن 2، ح.ش.             |  |  |
| ملاحظات: لعبة غايناكس موضوعة في عالم "حياة عادية" بديل شوهد في الحلقة الأخيرة من مسلسل إيفانجيليون (ألهمت اللعبة في وقت لاحق المانغا الغير رسمية، نيون جينيسيس إيفانجيليون: صديقة الفولاذ 2). |                                          |                                |  |  |
| سر إيفانجيليون | 21 ديسمبر 2006 (بي إس 2) 2007 (بي إس بي) | بلاي ستيشن 2، بي إس بي         |  |  |
| ملاحظات: لعبة تقمص أدوار/مغامرة تعيد سرد نهاية قصة إيفانجيليون، وتقدم الشخصيتين الجديدتين محقق نيرف كنزاكي كيويا وعالم أبحاث القابس الوهمي كاغا هيتومي. |                                          |                                |  |  |
| محقق إيفانجيليون | 18 يناير 2007                            | بلاي ستيشن 2                   |  |  |
| ملاحظات: لعبة غير رسمية من إصدار بروكولي في 18 يناير 2007 (بعد تأخرها من إصدارها الأصلي في 22 نوفمبر 2006, مع أوامر سابقة أتت لاحقاً مع أحجيات صور كنتيجة) كخلط بين قتال ميكا وغموض قتل من المجرم. قدمت اللعبة إيفانجيليون النوع الأول وإيفانجيليون النوع الثاني وكانت الأولى في استعمال كل من إيفانجيليون الوحدة-01 وشينجي إيكاري كشخصيتين يمكن اللعب بهما. أصدرت مانغا مقتبسة من اللعبة في شونن إيس، بدأت في ديسمبر 2006                                                                          |                                          |                                |  |  |
| إيفانجيليون: معركة الأوركسترا | 28 يونيو 2007                            | بلاي ستيشن 2، بي إس بي         |  |  |
| ملاحظات: لعبة قتال من إنتاج بروكولي. |                                          |                                |  |  |
| بوتشي إيفا: إيفانجيليون @ غيم | 20 مارس 2008                             | دي إس                          |  |  |
| ملاحظات: من ألعاب بانداي نامكو. |                                          |                                |  |  |
| إيفانجيليون: جو | 6 يونيو 2009                             | بلاي ستيشن 2، بي إس بي         |  |  |
| ملاحظات: من ألعاب بانداي نامكو. |                                          |                                |  |  |

#### ألعاب الما جونغ
| |      |                 |  |  |
| نيون جينيسيس إيفانجيليون - إيفا والأصدقاء السعداء مشروع التعري! (新世紀エヴァンゲリオン - エヴァと愉快な仲間たち : 脱衣補完計画) | 1999 | ويندوز          |  |  |
| ملاحظات: لعبة تعري ما جونغ. |      |                 |  |  |
| نيون جينيسيس إيفانجيليون ما جونغ هوكان كيكاكو                                                                                    | 2000 | جيم بوي كولر    |  |  |
| ملاحظات: |      |                 |  |  |
| استكمال مشروع التعري / شينجي والأصدقاء السعداء: سي دي روم (脱衣補完計画/シンジと愉快な仲間たち セレクトCD-ROM)                   | 2000 | ويندوز وماكنتوش |  |  |
| ملاحظات: لعبة تعري ما جونغ. |      |                 |  |  |
| إكمال مشروع التعري / شينجي والأصدقاء السعداء: سي دي روم2 (脱衣補完計画/シンジと愉快な仲間たち セレクトCD-ROM2)                   | 2001 | ويندوز وماكنتوش |  |  |
| ملاحظات: لعبة تعري ما جونغ. |      |                 |  |  |

#### ألعاب البطاقات
|                                                                      |      |            |  |  |
| شينجي والأصدقاء السعداء                                              | 1999 | ح.ش.       |  |  |
| ملاحظات: سلسلة ألعاب بطاقات مختلفة للحاسوب.                          |      |            |  |  |
| نيون جينيسيس إيفانجيليون مكتبة البطاقات الرقمية                      | 1997 | سيجا ساترن |  |  |
| ملاحظات:                                                             |      |            |  |  |
| دايفُجو (シンジと愉快な仲間たち 爆烈大富豪) (شينجي والأصدقاء السعداء) |      |            |  |  |
| ملاحظات:                                                             |      |            |  |  |

#### منوعات
| |              |                         |  |  |
| نيون جينيسيس إيفانجيليون: سلسلة قرص المجمع |              |                         |  |  |
| ملاحظات: مجموعة من ثلاثة أقراص للأعمال الفنية الرسمية لإيفانجيليون، الإعلانات، خلايا تحريك المسلسل التلفزيوني، تحريك أغنية البداية، مقاطع الصوت، حافظ شاشة قابل للتنزيل. |              |                         |  |  |
| نيون جينيسيس إيفانجيليون: تايبنغ بروجكت-E | 1999         | دريم كاست، بلاي ستيشن 2 |  |  |
| ملاحظات: |              |                         |  |  |
| نيون جينيسيس إيفانجيليون: شِتو إكسيه | 1999         | بانداي ووندرسوان        |  |  |
| ملاحظات: |              |                         |  |  |
| نيون جينيسيس إيفانجيليون: تايبينغ هوكان كيكاكو | 2001         | دريم كاست               |  |  |
| ملاحظات: |              |                         |  |  |
| مشروع تدريب أيانامي (綾波育成計画 Ayanami Rei Ikusei Keikaku) | 2001         | ح.ش. ودريم كاست         |  |  |
| ملاحظات: لعبة مشابهة لسلسلة ألعاب برنسس ميكر، حيث يقوم اللاعب بالاعتناء بريه (اختياراته تؤثر على شخصيتها وتطورها، وكذلك قصة الإيفانجيليون، بما في ذلك النتيجة).          |              |                         |  |  |
| مشروع تدريب أيانامي ومشروع إكمال أسكا (綾波育成計画 withアスカ補完計画 Ayanami Ikusei Keikaku with Asuka Hokan Keikaku)                                                  | 2003         | بلاي ستيشن 2            |  |  |
| ملاحظات: لعبة مشابهة لسلسلة ألعاب برنسس ميكر، حيث يقوم اللاعب بالاعتناء بريه وأسكا (اختياراته تؤثر على شخصيتها وتطورها، وكذلك قصة الإيفانجيليون، بما في ذلك النتيجة)..   |              |                         |  |  |
| خطة تقرير ميساتو كاتسراغي | 2009         | بلاي ستيشن 3            |  |  |
| ملاحظات: لعبة استراتيجية/أحجيات |              |                         |  |  |
| إيفانجيليون: موضع الروح | 3 يونيو 2010 | بي إس بي، نينتندو دي إس |  |  |
| ملاحظات: لعبة باتشيسلو |              |                         |  |  |
| إيزي فكتوري باتشينكو * سلسلة تجول باتشي-سلوت بورتبل ع. 1: نيون جينيسيس إيفانجيليون                                                                                       | 2010         | بي إس بي                |  |  |
| ملاحظات: |              |                         |  |  |
| إيفانجيليون ماجي هجوم الملاك | 2010         | آي فون/آي بود تاتش      |  |  |
| ملاحظات: لعبة ذاكرة عن إيفانجيليون |              |                         |  |  |
| إيفانجيليون الاصطدام الثالث | 2011         | بي إس بي                |  |  |
| ملاحظات: لعبة موسيقى من إنتاج جراسهوبر مانيوفاكتور. |              |                         |  |  |
| متصفح إيفانجيليون شين غكيجوبان | 2012         | متصفح الإنترنت          |  |  |
| ملاحظات: لعبة متصفح الويب، مقتبسة من أفلام إعادة البناء، أعلن عنها في أكتوبر 2011 لإصدارها في 2012. ستكون اللعبة مجانية، لكنها مدعومة بواسطة المعاملات الدقيقة.          |              |                         |  |  |

تخطط غايناكس لإصدار ألعاب للموبايل وبدأت مسابقة لتصميم شخصية جديدة سوف تقدم في اللعبة.

### باتشينكو
عدد من باتشينكو وباتشيسورو إيفانجيليون قدمت في دور الباتشينكو:
- سي آر نيون جينيسيس إيفانجيليون (باتشينكو)[41]
- سي آر نيون جينيسيس إيفانجيليون الاصطدام الثاني (باتشينكو)[42]
- نيون جينيسيس إيفانجيليون (باتشيسورو)
- سي آر نيون جينيسيس إيفانجيليون و---كيسكي نو كاتشي وا--- (باتشينكو)[43]

### حديقة الملاهي
في 22 يوليو 2010, افتتحت فوجي-كيو هايلاند قسماً بمساحة 1,460 م2 مخصص لإيفانجيليون، بقابس إدخال بحجم واقعي وتمثال لـماري ماكينامي، رمح لونغينوس من التيتانيوم بطول 3 أمتار تقريباً  ممرات نيرف مع قصاصات الشخصيات تقود إلى غرفة الإقلاع مع صدر بمقاس 1:1 من إيفا الوحدة-01, منليثات سيلي، كسبلي مناسبة، غرف فنادق بصورة إيفا، ومنتجاتها الغذائية. صدر إيفا الوحدة-02 مصممة إثر مشهد في إيفانجيليون: 2.0 تم تثبيتها في 2011.

### الفيلم الحي
أعلن عن تطوير نسخة فيلم حي من نيون جينيسيس إيفانجيليون من قبل غايناكس، ويتا ووركشوب المحدودة، وأفلام أي دي في (ثم الموزع العالمي لمسلسل إيفانجيليون خارج آسيا وأستراليا) في مهرجان كان السينمائي في 21 مايو 2003. أضيفت تغطية سابقة لرفع أفلام أي دي في «حوالي نصف $100 مليون إلى $120 مليون مطلوبة لإنتاج الفيلم» وبعض الرسوم الأفكارية من قبل ويتا ووركشوب.
مع مضي الوقت دون إعلانات رسمية عن الإنتاج، أظهر مشروع الفيلم إشارات على كونه في جحيم التطوير. في أنمي إكسبو 2008، كشف مؤسسو أي دي في مات غرينفيلد وجون لدفورد أنهم استأجروا المخرج جون وو، وعرضوا الفكرة على مخرجين آخرين، مثل جيري بروكهايمر، وستيفن سبلبرغ، ورأوا الاهتمام المتزايد في صحوة النجاح في فيلم 2007 المتحولون. في أوهايوكون 2009، أعلن مات غيرنفيلد أن العديد من الاستديوهات الأمريكية تنافست على الحقوق الأخيرة للمشروع، متنبئاً بعنوان رسمي يسمي الاستديو، المخرج، وربما معلومات الممثلين خلال الأشهر التسعة القادمة (علق في وقت لاحق أنه كلما اقترب من بيع صفقة، كان بإمكانه شيء أقل عنها). بالرغم من السقوط المفاجئ وبيع مدخرات أي دي فيجن في سبتمبر 2009 زاد من الشكوك حول صلاحية المشروع، غيرنفيلد، ليدفورد، والمنتج جوزيف تشو أصروا على أن المشروع يبحث بشكل نشط عن مخرج (ناسبين التأخيرات إلى التدهور العام لسوق الأنمي الأمريكي أكثر من مشاكل أي دي في الداخلية).
في أغسطس 2011، أقامت أي دي فيجن دعوى ضد غايناكس، معربين عن رفضهم قبول خيار الدفع للحقوق الحية الدائمة لإيفانجيليون كان خرقاً للعقد وأدى إلى خسارة فرصة إنتاج الفيلم مع استديو كبير. طلبت أي دي فيجن أن تستلم جميع حقوق الفيلم الحي وأية رسوم قانونية عائدة.

## وصلات خارجية
- نيون جينيسيس إيفانجيليون (سلسلة) على موقع ميوزك برينز (الإنجليزية)
- "مشروع إيفانجيليون الغير معنون" على قاعدة بيانات الأفلام على الإنترنت
- «دراجات إيفانجيليون النارية للمنافسة»
- «إيفانجيل-أ-لايك»